# لونا (خواننده)
لونا (به انگلیسی: Luna) با نام اصلی پارک سون-یونگ (به انگلیسی: Park Sun-young) (زاده ۱۲ اوت ۱۹۹۳) خواننده، هنرپیشه، مجری کره‌ای است.

## تلویزیون
| سال  | عنوان                                  | شبکه                   | نقش  | توضیحات |
| ---- | -------------------------------------- | ---------------------- | ---- | ------- |
| ۲۰۱۳ | دوتا بگیر با فینیس و فرب (نسخه کره ای) | شبکه دیزنی (کره جنوبی) | خودش | ۲۸ ژوئن |